# Bela Duarte
Bela Duarte (São Vicente, 1940 -21 de junio de 2023) fue una artista plástica de Cabo Verde.

## Trayectoria
Nacida en la isla de São Vicente, tuvo su primera formación en la Escuela Secundaria y Técnica de Cabo Verde donde realizó un Curso de Formación Femenina. Se licenció en Artes Decorativas en Lisboa y fue alumna del Curso de Dibujo Artístico de la Sociedade Nacional de Belas Artes (SNBA).
De 1968 a 1974 dio lecciones de Diseño Visual en São Vicente.
En 1976, integró el grupo fundador de la Cooperativa Resistência, más tarde Centro Nacional de Artesanía (CNA), donde enseñó tejidos, tapiz y batik. Los otros miembros fundadores fueron Manuel Figueira y Luisa Queirós.En 1978, junto con Luisa Queiros, creó una galería en Mindelo "Azul + Azul = Verde".
Participó en exposiciones en Austria, Bélgica, Estados Unidos de América, Francia, Italia y Portugal.

## Reconocimientos
Recibió la Primeira Classe da Medalha do Vulcão en 2010 y la Primeira Classe da Medalha de Mérito de la República de Cabo Verde en 2018.
Desde 2023 su nombre figura en el "Passeio Alma das Ilhas" de la Rua de Lisboa en Mindelo.
En 2024 se realizó una exposición retrospectiva As cores incendiárias de Bela Duarte en el Centro Nacional de Arte Artesanato e Design (CNAD) de Mindelo. La exposición mostraba 16 pinturas, 14 obras de batik y 16 tapices.